# Бабуев, Олег Дамдинович
Оле́г Дамди́нович Бабу́ев (20 января 1954, Ехэ-Цакир, Закаменский район, Бурятская АССР — 27 марта 2024, Улан-Удэ, Бурятия) — советский и российский бурятский театральный актёр и педагог. Народный артист Республики Бурятия (1993), Заслуженный артист Российской Федерации (2000). Работал в Бурятском академическом театре драмы им. Хоца Намсараева с 1975 года.

## Биография
Олег Дамдинович Бабуев родился 20 января 1954 года в селе Ехэ-Цакир в Закаменском районе Бурятской АССР. После окончания Цакирской средней школы поступил в Дальневосточный институт искусств.
С 1975 года начал служить в Бурятском академическом театре драмы имени Хоца Намсараева. Первая роль его роль Васеньки в спектакле «Старший сын» Александра Вампилова была высоко оценена зрителями и критиками Бурятии. Другими значимыми его работами в театре были роли Согто из «Черной бороды» Бориса Эрдынеева, Угэдэй из «Чингисхана» Булата Гаврилова, маршала Чойбалсана спектакле по роману монгольского писателя Сэнгын Эрдэнэ «Встретимся в той жизни».
За эти годы Олегом Бабуевым создано более 100 образов в спектаклях театра. Олег Бабуев обладает талантом универсального актёра, с успехом играя трагедийные и комические, драматические и лирические роли.
Кроме работы в театре вёл курс режиссуры и сценарной композиции в Бурятском государственном университете и в Бурятском педагогическом колледже, где выпустил две актёрские и две бурятские фольклорные группы.
В 2000 году Олегу Бабуеву присвоили звание Заслуженного артиста Российской Федерации. В 2012 году актёр награждён Орденом Дружбы.
Скончался 27 марта 2024 года после непродолжительной болезни на 71-м году жизни.

## Роли в театре
- Далай баян — «Далан худал (Семьдесят небылиц)»
- Чойбалсан — «Хойто наһандаа уулзахабди (Встретимся в той жизни)»
- Согто — «Чёрная борода»
- Добчинский — «Ревизор»
- Труффальдино — «Барлаг (Слуга двух господ)»
- Алёша — «Униженные и оскорблённые»
- Глумов — «На всякого мудреца довольно простоты»
- Тарба — «Тайшаагай ташуур (Кнут тайши)»
- Тартад — «Чёрт в сундуке»
- Үгэдэй — «Чингисхан»
- Арсалан — «Адууһан төөлэй»
- Павел — «Воздушный поцелуй»
- Орбондой — «Амиды зула»
- Балдан — «Баяжаашье һаа бархирдаг»
- Кимбл — «Трёхгрошовая опера»
- Японец — «Япон Долгор»
- Касим — «Али-баба, 40 разбойников и один учёный попугай»
- Гэгэн — «С.С.С.Р.»
- Мсье Труабаль — «Се ля ви»
- Лу-Гуй — «Аадар (Гроза)»
- Купец — «Манкурт»

## Роли в кино
- 2016 — «Стоп! Снято! На Байкал» — отец Чины
- 2023 — «Дух Байкала» — дед Бимба
- 2024 — «9 секунд» — Зыдыга, дед Алдара

## Награды и звания
- Заслуженный артист Российской Федерации (25.09.2000)
- Орден Дружбы (10.09.2012)
- Народный артист Республики Бурятия (1993)
- Заслуженный артист Республики Бурятской АССР (1987)
- Лауреат Международного фестиваля юмористов (Улан — Батор, 1999)
- Первый лауреат премии им. народного артиста РСФСР Чойжинимы Генинова
- Почётный гражданин Закаменского района (2014)[5]